# ARA San Martín
L'incrociatore corazzato ARA San Martín fu un'unità argentina appartenente alla classe Garibaldi. La sua costruzione venne avviata nel 1893 nei cantieri Orlando di Livorno. Costruito inizialmente per la Regia Marina con il nome Varese, prima di essere ultimato venne acquistato dalla Armada Argentina. Varato il 25 maggio 1895 entrò in servicio il 25 aprile 1898.
Trasportò a Santiago del Cile la commissione incaricata di firmare le convenzioni territoriali tra le due nazioni.
Ricoprì il ruolo di nave ammiraglia della flotta fino al 1911.
Nel 1926 venne sottoposto a lavori di ammodernamento nella Base Navale di Porto Belgrano, nel corso dei quali vennero sostituite le caldaie a carbone con caldaie a nafta, mentre altre modifiche riguardarono le artiglierie e la sovrastruttura.
Radiato con decreto 7300 dell'8 dicembre 1935, nel 1947 venne demolito nelle officine del Riachuelo.